# FIFA 23
FIFA 23 — футбольна відеогра-симулятор, розроблена EA Vancouver та видана Electronic Arts. Це 30-та гра серії FIFA, яка була випущена 30 вересня 2022 року для Microsoft Windows, Nintendo Switch, PlayStation 4, PlayStation 5, Xbox One, Xbox Series X/S і Google Stadia. Гравці, які передзамовили Ultimate Edition, отримали доступ до гри з 27 вересня.
FIFA 23 стала останньою в серії, оскільки співробітництво між EA та FIFA закінчується. Майбутні футбольні ігри EA будуть виходити в межах серії EA Sports FC.

## Особливості

### Кросплатформа
Кросплатформність доступна у FIFA Ultimate Team (FUT) Division Rivals (за винятком кооперативу), FUT Champions, FUT Ultimate Online Draft, FUT Online Friendlies (за винятком Co-Op), FUT Play a Friend, Online Friendlies, Online Seasons (за винятком Co-Op). -Op Seasons) і віртуальної Бундесліги. Власники старого покоління консолей не можуть грати із власниками консолей нового покоління. Тобто, користувачі PlayStation 4 можуть грати з і проти гравців на Xbox One, але не можуть грати з PlayStation 5 або Xbox Series X/S і навпаки. Pro Clubs не підтримуватимуть кросплатформу.
Рішення прибрати Pro Clubs із кросплатформи викликало велику критику з боку фанатів FIFA.

### HyperMotion2 і технічний дриблінг
У грі представлено «HyperMotion2», систему захоплення матчів із машинним навчанням реальних футбольних матчів для створення понад 6000 ігрових анімацій. Технічний дриблінг використовує те, що називається системою Active Touch, щоб покращити шлях футболіста до м'яча та покращити поворот і ведення гравця з більшою чуйністю.

### Режими гри чемпіонату світу
У FIFA 23 є режими гри які повторюють чемпіонат світу з футболу 2022 року та чемпіонат світу з футболу серед жінок 2023 року .
У FIFA 23 у колекції ICON з'явилося три нових значка, Герда Мюллера, Хабі Алонсо та Жаірзіньо . Завдяки новому доповненню до цих трьох значків 8 із раніше доданих значків відсутні у списку значків, випущеному EA Sports. Дієго Марадона, Райан Гіггз, Пеп Гвардіола, Деку, Марк Овермарс і Філіппо Індзагі були видалені як значки для FIFA 23 . Джей-Джей Окоча та Хідетоші Наката були видалені як значки для FIFA 23, але тепер представлені як герої.

### Нові Герої
У FIFA 23 згідно угоди з Marvel, додали 21 нового героя до існуючої колекції героїв FIFA 22: Лусіо, Жан-П'єр Папен, Руді Феллер, Дієго Форлан, Рафаель Маркес, Хав'єр Маскерано, Рікардо Карвалью, Томас Бролін, Гаррі Кьюелл, Яя Туре, Клаудіо Маркізіо, Лендон Донован, Джоан Капдевіла, Сідні Гову, Дірк Куйт, Пак Джи Сон, Влодзімеж Смолярек, Саїд Аль-Овайран і Пітер Крауч .

### Жіночий клубний футбол
У серії FIFA вперше з'явився жіночий клубний футбол. Жіноча Суперліга Англії та Перший дивізіон Франції Féminine є на момент релізу, у наступних оновленнях з'явиться більше жіночих ліг. Разом з цим Сем Керр стала першою жінкою-футболісткою, що з'явилася на обкладинці гри.

### Ліцензії
У FIFA 23 понад 30 ліцензованих ліг, та понад 100 ліцензованих стадіонів, більше 700 клубів та більше ніж 19 000 гравців. «Рома», «Аталанта», «Лаціо» та «Наполі» не представлені у FIFA 23 через їх ексклюзивні угоди з eFootball. Гра зберігає схожість гравців, але офіційний значок, форми та стадіони замінено на схожий дизайн і загальні стадіони. У грі більше ннемає команд Ліги J1, тому що шестирічне партнерство EA та J.League добігає кінця. Ювентус, який так само був відсутній протягом останніх трьох записів і тому відомий як Piemonte Calcio, однак представлений у грі. У грі представлені вигаданий клуб AFC Richmond і його стадіон Nelson Road із серіалу Apple TV+ Тед Лассо .
Нові стадіони з'явилися в грі, серед них — Philips Stadion, домашня арена ПСВ Ейндговен, Europa-Park Stadion, домашня арена SC Freiburg, Banc of California Stadium, домашня арена ФК Лос-Анджелес, і стадіон Academy, домашня арена Manchester City Women. Стадіон «Ювентус», домашня арена, його не було в останніх версіях гри через проблеми з ліцензуванням. Стадіон Ноттінгем Форест, City Ground, буде додано у наступних оновленнях.